# Rakovčík
Rakovčík es un municipio del distrito de Svidník en la región de Prešov, Eslovaquia, con una población estimada a final del año 2024 de 139 habitantes.
Se encuentra ubicado en el centro-norte de la región, cerca del río Ondava (cuenca hidrográfica del río Tisza) y de la frontera con  Polonia.

## Demografía
| Año        | 1994 | 2004    | 2014    | 2024     |
| ---------- | ---- | ------- | ------- | -------- |
| Población  | 179  | 165     | 171     | 139      |
| Diferencia |      | −7,82 % | +3,63 % | −18,71 % |

| Año        | 2023 | 2024    |
| ---------- | ---- | ------- |
| Población  | 141  | 139     |
| Diferencia |      | −1,41 % |